# Північносахарські степи та рідколісся
Північносахарські степи та рідколісся — екорегіон пустелі в біомі пустелі і склерофітні чагарники, що утворює північний край Сахари. Простягається на схід і захід через Північну Африку, на південь від екорегіону середземноморські сухі рідколісся та степи у Магрибі і Киренаїці, що є складовою біому Середземнорські ліси, рідколісся та чагарники. Зимові дощі підтримують існування чагарників та сухого рідколісся, що утворюють екотон між регіонами зі середземноморським кліматом на півночі та надпосушливим екорегіоном пустелі Сахара на півдні.

## Географія
Північносахарські степи та рідколісся займають площу 1 675 300 км² в Алжирі, Єгипті, Лівії, Мавританії, Марокко, Тунісі та Західній Сахарі.

Клімат у цьому екорегіоні спекотний і сухий влітку, але прохолодніший з деякими дощами взимку.
Атлантичні циклони іноді проникають вглиб країни з жовтня по квітень. Кількість опадів непостійна, але в середньому становить 100 мм на півночі та 50 мм на півдні.
Влітку температура регулярно становить 40–45 °C, випаровування значно перевищує кількість опадів.

## Екологія
В екорегіоні є різноманітний рельєф: піски, скелясті плато, ваді, западини та гори.
Кожен з них має свої характерні види, і є значний ендемізм як рослин, так і тварин у цьому районі.
Серед дрібних ссавців, ендемічним для району Сахари, є Allactaga tetradactyla, Gerbillus campestris, Gerbillus jamesi, Gerbillus perpallidus, Gerbillus simoni, Gerbillus syrticus, Pachyuromys duprasi та Meriones shawi.
Великі ссавці: Gazella dorcas, Gazella cuvieri та Gazella leptoceros.
Зустрічається велика кількість змій і ящірок, варто відзначити два ендемічні види: Trapelus mutabilis та Tropiocolotes nattereri. Земноводних мало, варто відзначити ендеміка прибережного регіону Північної Африки Bufo brongersmai.
Серед птахів варто відзначити Chlamydotis undulata та Neotis nuba.